# Chồn vàng Nhật Bản
Chồn vàng Nhật Bản (Martes melampus) là một loài chồn mactet có quan hệ gần gũi nhất với chồn zibelin. Chiều dài thân mình của nó là 0,5 m (1,5 ft), chưa tính cái đuôi dài 20 cm (7.9 in), và nặng 1-1,5 kg (2,2-3,3 lb). Con đực thường lớn hơn con cái. Màu lông biến thiên từ nâu đậm đến vàng sậm.
Cả con đực và cái có lãnh thổ riêng, và kích thước lãnh thổ tùy thuộc vào sự có sẵn của thức ăn. Đây là loài ăn tạp, ăn từ thịt, cá, ếch, chim và thú có vú nhỏ, đến côn trùng, trái cây và hạt.
Có hai phân loài chồn vàng Nhật Bản:
- M. m. melampus sống trên hầu hết các đảo của quần đảo Nhật Bản.
- M. m. tsuensis sống trên đảo Tsushima.[1]